# Liste der Monuments historiques in Corpe
Die Liste der Monuments historiques in Corpe führt die Monuments historiques in der französischen Gemeinde Corpe auf.

## Liste der Bauwerke
| Bezeichnung        | Beschreibung | Standort        | Kennzeichnung | Schutzstatus | Datum | Bild |
| ------------------ | ------------ | --------------- | ------------- | ------------ | ----- | ---- |
| Dolmen de la Frise |              | La Frise (Lage) | PA00110083    | Inscrit      | 1984  |      |

## Liste der Objekte
- Monuments historiques (Objekte) in Corpe in der Base Palissy des französischen Kultusministeriums